# Tomás Bittar
Tomás Enrique Bittar Navarro es un político de Paraguay, afiliado al partido Asociación Nacional Republicana. En 2018 fue el presidente del Parlamento del Mercosur.

## Carrera
Fue presidente de la Dirección Nacional de Aeronáutica Civil de Paraguay (DINAC) entre 2003 y 2007, dejando el cargo por sus diferencias políticas con el entonces presidente Nicanor Duarte Frutos. Tras ello se volcó temporalmente a la actividad privada. Ese mismo año fue jefe nacional de la campaña de Luis Castiglioni durante las internas del Partido Colorado para las elecciones presidenciales de 2008.
También fue Miembro del Consejo de Administración de la Entidad Binacional Yacyretá.
El 1 de julio de 2013 asumió un escaño en el Parlamento del Mercosur, donde fue vicepresidente (hasta 2017) y miembro de la Mesa Directiva.
Desde 2015 es miembro de la Junta de Gobierno del Partido Colorado.

## Controversias
En 2013 protagonizó un accidente de tránsito en Asunción, donde dejó herido a un estudiante universitario de 22 años. La víctima lo denunció por lesión culposa, al asegurar que Bittar se dio a la fuga tras el suceso. Fue imputado por omisión de auxilio, pero no ha enfrentado el proceso por querella criminal por sus fueros parlamentarios. Se ha pedido su desafuero en 2015 y 2016.